# 泉放送制作
株式会社泉放送制作（いずみほうそうせいさく、英: IZUMI TV PRODUCTION,INC.）は、東京都港区赤坂に本社を置く日本のテレビ番組制作会社。

## 概要
1965年11月23日、TBSの演出プロデューサーだった泉久次が設立。創立当初は、所属するディレクターをテレビ局に派遣する業務を主としたが、やがて制作プロダクションとなり、テレビドラマ、情報番組などの制作を主に行っている。会社部署は、制作1 - 3部・ドラマ制作部・制作技術部・大阪支社など。大阪支社ではイベントなども手がける。とくに、在京主要テレビ局の報道系バラエティー番組の多くに対して、制作への協力を行っている（フジテレビ4、TBS5、テレビ朝日2、日本テレビ2など）。

## 所属スタッフ

### ドラマ制作部
プロデューサー・演出
- 小池唯一

プロデューサー
- 壁谷悌之
- 福田誠
- 小松貴生
- 佐藤禎剛
- 藤田修

演出
- 日下部恵一(代表取締役社長)
- 田中久雄
- 島崎敏樹
- 雑賀俊郎
- 木村政和
- 佐々木雅之
- 宇津木徹
- 和田圭介
- 鹿島泰造
- 向井幸一
- 小鹿崇司
- 安藤光一
- 平野一夫
- 風岡大
- 毛塚幸朗

## 所属タレント
- 辻沢響江

## テレビ番組

### 現在

#### 情報・バラエティ
日本テレビ系列
- 情報ライブ ミヤネ屋（読売テレビ）
- ZIP!

TBS系列
- サンデーモーニング〔制作協力扱い〕
- THE TIME,
- Nスタ
- ひるおび!
- 報道特集

フジテレビ系列
- 上田晋也の芸人トーク検定

その他
- みうらじゅん&山田五郎の親爺同志（MONDO TV）
- Act On TV「賢い資産運用 収入を生むマンション」（ジュピタービジュアルコミュニケーションズ）

#### テレビドラマ
- おとり捜査官・北見志穂（テレビ朝日系列）
- となりのナースエイド（日本テレビ系列）〔制作協力扱い〕

### 過去

#### 情報・バラエティ
日本テレビ系
- 早見優のステップアップライフ（BS日テレ）
- 健康ナビ（BS日テレ）

TBS系
- 3時にあいましょう〔制作協力扱い〕
- スーパーワイド〔制作協力扱い〕
- 筑紫哲也 NEWS23
- JNN報道特集〔スタッフ協力扱い〕
- 素敵なあなた〔制作協力扱い〕
- わいわいティータイム〔制作協力扱い〕
- ジャスト〔制作協力扱い〕
- ウォッチ!〔制作協力扱い〕
- ピンポン!〔スタッフ協力扱い〕
- イブニング・ファイブ〔スタッフ協力扱い〕
- みのもんたの朝ズバッ!〔制作協力扱い〕

フジテレビ系列
- めざましテレビ
- 情報プレゼンター とくダネ!
- 土曜LIVE ワッツ!?ニッポン
- 報道2001
- トナリnoとなり(関西テレビローカル)
- EZ!TV（関西テレビとの共同制作）
- バイキングMORE

テレビ朝日系列
- 100万円クイズハンター
  - 100万円クイズハンター2012
- 警視庁24時シリーズ
- Harajukuロンチャーズ（BS朝日）
- 川口浩探検隊シリーズ
- スーパーJチャンネル(制作協力扱い、1998年頃・月曜）

テレビ東京系
- TXNニュース
- ニュースモーニングサテライト
- TXNニュースアイ
- スポ魂!
- 速ホゥ!

その他
- ショップ・マニフィカ『ディスコフリーク』（東京テレビランド）
- みうらじゅん&山田五郎の男同志（MONDO21）

#### テレビドラマ
日本テレビ系
- 朝の連続ドラマ（読売テレビ制作）
  - おさと
  - 珠玉の女
- 三軒目の誘惑（読売テレビ制作）
- 明日を抱きしめて（読売テレビ制作）
- 明日があるさ
- アフリカのツメ（読売テレビ制作）
- 地獄少女
- 木曜ミステリーシアター（読売テレビ制作）
  - デカ 黒川鈴木
  - 赤川次郎原作 毒〈ポイズン〉（読売テレビ制作）

TBS系
- 花王愛の劇場
  - ママの色鉛筆
  - 夏色の天使
  - 明日さがし
  - アイとサムの街
  - 離婚パーティー
  - ラブの贈りもの
  - 勇気をだして
  - すずがくれた音
  - 吾輩は主婦である　など
- ドラマ30
  - ショコラ（毎日放送制作）
  - ピュア・ラブIII（毎日放送制作）
  - メモリー・オブ・ラブ（毎日放送制作）
  - 新・いのちの現場から（毎日放送制作）

フジテレビ系
- 東海テレビ制作昼の帯ドラマ（東海テレビ制作）
  - 愛の嵐
  - 華の嵐
  - 夏の嵐
  - ラストダンス
  - 華の誓い
  - 約束の夏
  - 花の咲く家
  - 指輪
  - 愛と罪と
  - その時がきた
  - いのちの器
  - 風の行方
  - 女優・杏子
  - 母の告白
  - 新・愛の嵐
  - 真実一路
  - 愛のソレア
  - 緋の十字架
  - 麗わしき鬼
  - 花衣夢衣
  - エゴイスト 〜egoist〜
  - 娼婦と淑女
  - 毒姫とわたし
- 名古屋嫁入り物語（東海テレビ）
- いつまでも白い羽根（東海テレビ制作）

テレビ朝日系
- 木曜ドラマ
  - 恋は戦い!
  - だめんず・うぉ〜か〜
  - エラいところに嫁いでしまった!
  - 警視庁継続捜査班
- 金9ドラマ（ABCとの共同制作）
  - パズル〔制作協力〕
  - コールセンターの恋人〔制作協力〕
  - 宿命 1969-2010 -ワンス・アポン・ア・タイム・イン・東京-〔制作協力〕
- 金曜ナイトドラマ
  - はるか17
  - モップガール
  - 歌のおにいさん
  - 11人もいる!
- 土曜ミッドナイトドラマ
  - ティッシュ。
- 部長刑事(ABCローカル)
  - アーバンポリス24

テレビ東京系
- おかわり飯蔵

## 映画作品
- 猫の息子（ケイエスエス制作）〔制作協力〕
- 耳を腐らせるほどの愛（よしもとクリエイティブ・エージェンシー・読売テレビ制作）〔制作プロダクション〕